# Felix Bibus
Felix Bibus (* 20. Oktober 1899 in Volyně; † 29. Juli 1971 in Erlenau bei Rosenheim) war ein deutsch-böhmischer Maler.

## Leben und Wirken
Felix Bibus studierte von 1919 bis 1922 an der Kunstakademie Dresden und war Meisterschüler bei Otto Hettner. Anschließend studierte er bis 1924 an der Akademie der Bildenden Künste Prag bei August Brömse. Bis 1945 wirkte Felix Bibus als Lehrer für Kunsterziehung an den Gymnasien in Jihlava, Moravská Ostrava, Bruntál  und Těšín. Danach war er freischaffend in Westerndorf (Rosenheim) tätig.
In den 1920er Jahren wandte er sich durch die Bekanntschaft mit Brücke-Malern kurzzeitig dem Expressionismus zu, kehrte aber wieder zur konventionellen naturalistischen Darstellung zurück.
Felix Bibus war Mitglied im Verband bildender Künstler Schlesiens.

## Ausstellungen
- 1937: Sudetendeutsche Kunstausstellung, Karlovy Vary
- 1954: Haus der Kunst, München
- 1973: Museum Ostdeutsche Galerie (heute: Kunstforum Ostdeutsche Galerie) Regensburg